# Valdir Benedito
Valdir Benedito (ur. 25 października 1965 w Araraquara) – brazylijski piłkarz, występujący na pozycji defensywnego pomocnika.

## Kariera klubowa
Karierę piłkarską Valdir Benedito zaczął w klubie Ferroviária w 1987roku. W 1988 przeszedł na krótko do SC Internacional. W 1990 przeszedł do Atlético Paranaense, w którym grał do 1992. Z klubem z Kurytyby zdobył mistrzostwo stanu Parana – Campeonato Paranaense w 1990. Lata 1992–1995 spędził w Atlético Mineiro, z którym zdobył Copa CONMEBOL 1992 oraz mistrzostwo stanu Minas Gerais – Campeonato Mineiro 1995.
W latach 1995–1997 grał w japońskiej Kashiwie Reysol. Po powrocie do Brazylii grał w Cruzeiro EC i Atlético Mineiro, z którymi zdobył kolejne mistrzostwa stanu Minas Gerais – Campeonato Mineiro w 1998, 1999 i 2000 roku. W 2001 roku grał ponownie w Atlético Paranaense, z którym zdobył mistrzostwo stanu Parana – Campeonato Paranaense 2001. w późniejszych latach grał kolejno w Avaí FC, Américe Mineiro, São Raimundo i AA Internacional, gdzie zakończył karierę w 2003 roku.

## Kariera reprezentacyjna
W reprezentacji Brazylii Valdir Benedito zadebiutował 28 maja 1991 w meczu z reprezentacją Bułgarii. Miesiąc później uczestniczył w Copa América 1991, na których Brazylia zajęła drugie miejsce. Podczas tych mistrzostw zagrał w dwóch spotkaniach: 19 lipca 1991 w meczu z reprezentacją Kolumbii oraz dwa dni później w meczu z reprezentacją Chile. Ostatni, czwarty raz w reprezentacji zagrał 21 lipca 1991 w meczu z reprezentacją Chile.